# Vareuptychia similis
Vareuptychia similis är en fjärilsart som beskrevs av Butler 1866. Vareuptychia similis ingår i släktet Vareuptychia och familjen praktfjärilar. Inga underarter finns listade i Catalogue of Life.